# 宋溪镇
宋溪镇，是中华人民共和国江西省九江市武宁县下辖的一个乡镇级行政单位。

## 行政区划
宋溪镇下辖以下地区：
田塅村、南皋村、王埠村、大坪村、田东村、塘畔村、山口村、堰下村、天平村和伊山村。